# Badminton-Weltmeisterschaft für Behinderte 2007/Dameneinzel
Die VI. Badminton-Weltmeisterschaft für Behinderte, offiziell BWF Para-Badminton World Championships 2007, fand vom 29. Oktober bis zum 2. November 2007 in Bangkok (Thailand) statt. Folgend die Ergebnisse im Dameneinzel.

## Dameneinzel (BMW2)

### Gruppe 1
| Platz | Spieler          | Spiele | Siege | Unentschieden | Niederlagen | Spiele | Sätze | Punkte |
| ----- | ---------------- | ------ | ----- | ------------- | ----------- | ------ | ----- | ------ |
| 1     | Elke Rongen      | 2      | 2     | 0             | 0           | 2:0    | 84:24 | 2      |
| 2     | Carmen Santos    | 2      | 1     | 0             | 1           | 1:1    | 55:64 | 1      |
| 3     | Buasorn Sornprom | 2      | 0     | 0             | 2           | 0:2    | 33:84 | 0      |
| [ 1 ] |                  |        |       |               |             |        |       |        |

| Datum            |                  | Gesamt |                  | Erster Satz | Zweiter Satz | Dritter Satz |
| ---------------- | ---------------- | ------ | ---------------- | ----------- | ------------ | ------------ |
| 30. Oktober 2007 | Elke Rongen      | 2:0    | Carmen Santos    | 21:7        | 21:6         |              |
| 30. Oktober 2007 | Buasorn Sornprom | 0:2    | Carmen Santos    | 14:21       | 8:21         |              |
| 31. Oktober 2007 | Elke Rongen      | 2:0    | Buasorn Sornprom | 21:5        | 21:6         |              |

### Gruppe 2
| Platz | Spieler      | Spiele | Siege | Unentschieden | Niederlagen | Spiele | Sätze | Punkte |
| ----- | ------------ | ------ | ----- | ------------- | ----------- | ------ | ----- | ------ |
| 1     | Lee Ae-kyung | 2      | 2     | 0             | 0           | 2:0    | 84:26 | 2      |
| 2     | Mine Korkmaz | 2      | 1     | 0             | 1           | 1:1    | 64:64 | 1      |
| 3     | Fabiola Moro | 2      | 0     | 0             | 2           | 0:2    | 14:84 | 0      |
| [ 2 ] |              |        |       |               |             |        |       |        |

| Datum            |              | Gesamt |              | Erster Satz | Zweiter Satz | Dritter Satz |
| ---------------- | ------------ | ------ | ------------ | ----------- | ------------ | ------------ |
| 30. Oktober 2007 | Mine Korkmaz | 2:0    | Fabiola Moro | 21:6        | 21:4         |              |
| 30. Oktober 2007 | Lee Ae-kyung | 0:2    | Fabiola Moro | 21:1        | 21:3         |              |
| 31. Oktober 2007 | Mine Korkmaz | 0:2    | Lee Ae-kyung | 8:21        | 14:21        |              |

### Gruppe 3
| Platz | Spieler          | Spiele | Siege | Unentschieden | Niederlagen | Spiele | Sätze | Punkte |
| ----- | ---------------- | ------ | ----- | ------------- | ----------- | ------ | ----- | ------ |
| 1     | Piyawan Thinjun  | 2      | 2     | 0             | 0           | 2:0    | 84:50 | 2      |
| 2     | Carola Bohn      | 2      | 1     | 0             | 1           | 1:1    | 71:66 | 1      |
| 3     | Sofia Balsalobre | 2      | 0     | 0             | 2           | 0:2    | 45:84 | 0      |
| [ 3 ] |                  |        |       |               |             |        |       |        |

| Datum            |                 | Gesamt |                  | Erster Satz | Zweiter Satz | Dritter Satz |
| ---------------- | --------------- | ------ | ---------------- | ----------- | ------------ | ------------ |
| 30. Oktober 2007 | Carola Bohn     | 2:0    | Sofia Balsalobre | 21:18       | 21:6         |              |
| 30. Oktober 2007 | Piyawan Thinjun | 0:2    | Sofia Balsalobre | 21:7        | 21:14        |              |
| 31. Oktober 2007 | Carola Bohn     | 0:2    | Piyawan Thinjun  | 17:21       | 12:21        |              |

### Gruppe 4
| Platz | Spieler         | Spiele | Siege | Unentschieden | Niederlagen | Spiele | Sätze   | Punkte |
| ----- | --------------- | ------ | ----- | ------------- | ----------- | ------ | ------- | ------ |
| 1     | Lee Mi-ok       | 3      | 3     | 0             | 0           | 3:0    | 124:84  | 3      |
| 2     | Laong Hebkaew   | 3      | 2     | 0             | 1           | 2:1    | 137:107 | 2      |
| 3     | Nina Gorodetzky | 3      | 1     | 0             | 2           | 1:2    | 131:114 | 1      |
| 4     | Marta Rodriguez | 3      | 0     | 0             | 3           | 0:3    | 35:126  | 0      |
| [ 4 ] |                 |        |       |               |             |        |         |        |

| Datum            |                 | Gesamt |                 | Erster Satz | Zweiter Satz | Dritter Satz |
| ---------------- | --------------- | ------ | --------------- | ----------- | ------------ | ------------ |
| 30. Oktober 2007 | Lee Mi-ok       | 2:0    | Nina Gorodetzky | 23:21       | 21:18        |              |
| 30. Oktober 2007 | Marta Rodriguez | 0:2    | Nina Gorodetzky | 6:21        | 3:21         |              |
| 30. Oktober 2007 | Lee Mi-ok       | 2:0    | Laong Hebkaew   | 21:15       | 21:19        |              |
| 30. Oktober 2007 | Marta Rodriguez | 0:2    | Laong Hebkaew   | 6:21        | 9:21         |              |
| 31. Oktober 2007 | Lee Mi-ok       | 2:0    | Marta Rodriguez | 21:4        | 21:7         |              |
| 30. Oktober 2007 | Nina Gorodetzky | 1:2    | Laong Hebkaew   | 15:21       | 21:19        | 14:21        |

### K.-o.-Phase
|  | Viertelfinale | Viertelfinale   | Viertelfinale | Viertelfinale | Viertelfinale |                 |           | Halbfinale | Halbfinale | Halbfinale | Halbfinale | Halbfinale |  |  | Finale | Finale | Finale | Finale | Finale |
|  |               |                 |               |               |               |                 |           |            |            |            |            |            |  |  |        |        |        |        |        |
|  | 1.1           | Elke Rongen     | 21            | 21            |               |                 |           |            |            |            |            |            |  |  |        |        |        |        |        |
|  | 3.2           | Carola Bohn     | 12            | 11            |               |                 |           |            |            |            |            |            |  |  |        |        |        |        |        |
|  | 3.2           | Carola Bohn     | 12            | 11            | 1.1           | Elke Rongen     | 9         | 21         | 16         |            |            |            |  |  |        |        |        |        |        |
|  |               |                 |               |               |               | Elke Rongen     | 9         | 21         | 16         |            |            |            |  |  |        |        |        |        |        |
|  |               | 4.1             | Lee Mi-ok     | 21            | 19            | 21              |           |            |            |            |            |            |  |  |        |        |        |        |        |
|  | 4.1           | 4.1             | Lee Mi-ok     | 21            | 19            | 21              | Lee Mi-ok | 24         | 21         |            |            |            |  |  |        |        |        |        |        |
|  | 4.1           |                 |               |               |               |                 | Lee Mi-ok | 24         | 21         |            |            |            |  |  |        |        |        |        |        |
|  | 2.2           | Mine Korkmaz    | 22            | 12            |               |                 |           |            |            |            |            |            |  |  |        |        |        |        |        |
|  |               |                 |               |               |               |                 | 4.1       | Lee Mi-ok  | 22         | 17         | 19         |            |  |  |        |        |        |        |        |
|  |               | 2.1             | Lee Ae-kyung  | 20            | 21            | 21              |           |            |            |            |            |            |  |  |        |        |        |        |        |
|  | 1.2           | Carmen Santos   | 8             | 4             |               |                 |           |            |            |            |            |            |  |  |        |        |        |        |        |
|  | 3.1           | Piyawan Thinjun | 21            | 21            |               |                 |           |            |            |            |            |            |  |  |        |        |        |        |        |
|  | 3.1           | Piyawan Thinjun | 21            | 21            | 3.1           | Piyawan Thinjun | 4         | 17         |            |            |            |            |  |  |        |        |        |        |        |
|  |               |                 |               |               |               | Piyawan Thinjun | 4         | 17         |            |            |            |            |  |  |        |        |        |        |        |
|  |               | 2.1             | Lee Ae-kyung  | 21            | 21            |                 |           |            |            |            |            |            |  |  |        |        |        |        |        |
|  | 4.2           | 2.1             | Lee Ae-kyung  | 21            | 21            | Laong Hebkaew   | 16        | 3          |            |            |            |            |  |  |        |        |        |        |        |
|  | 4.2           |                 |               |               |               |                 | 16        | 3          |            |            |            |            |  |  |        |        |        |        |        |
|  | 2.1           | Lee Ae-kyung    | 21            | 21            |               |                 |           |            |            |            |            |            |  |  |        |        |        |        |        |

## Dameneinzel (BMW2)

### Gruppe 1
| Platz | Spieler                | Spiele | Siege | Unentschieden | Niederlagen | Spiele | Sätze | Punkte |
| ----- | ---------------------- | ------ | ----- | ------------- | ----------- | ------ | ----- | ------ |
| 1     | Carol de Meĳer-Bradley | 2      | 2     | 0             | 0           | 2:0    | 84:50 | 2      |
| 2     | Yoon Jong-mi           | 2      | 1     | 0             | 1           | 1:1    | 76:53 | 1      |
| 3     | Thummasorn Gerdngoen   | 2      | 0     | 0             | 2           | 0:2    | 27:84 | 0      |
| [ 6 ] |                        |        |       |               |             |        |       |        |

| Datum            |                        | Gesamt |                      | Erster Satz | Zweiter Satz | Dritter Satz |
| ---------------- | ---------------------- | ------ | -------------------- | ----------- | ------------ | ------------ |
| 30. Oktober 2007 | Carol de Meĳer-Bradley | 2:0    | Thummasorn Gerdngoen | 21:11       | 21:5         |              |
| 30. Oktober 2007 | Yoon Jong-mi           | 2:0    | Thummasorn Gerdngoen | 21:8        | 21:3         |              |
| 31. Oktober 2007 | Carol de Meĳer-Bradley | 2:0    | Yoon Jong-mi         | 21:15       | –            |              |

### Gruppe 2
| Platz | Spieler          | Spiele | Siege | Unentschieden | Niederlagen | Spiele | Sätze | Punkte |
| ----- | ---------------- | ------ | ----- | ------------- | ----------- | ------ | ----- | ------ |
| 1     | Lia Schuuring    | 2      | 2     | 0             | 0           | 2:0    | 84:49 | 2      |
| 2     | Amnouy Wetwithan | 2      | 1     | 0             | 1           | 1:1    | 76:58 | 1      |
| 3     | Ryōko Zuisen     | 2      | 0     | 0             | 2           | 0:2    | 31:84 | 0      |
| [ 7 ] |                  |        |       |               |             |        |       |        |

| Datum            |               | Gesamt |                  | Erster Satz | Zweiter Satz | Dritter Satz |
| ---------------- | ------------- | ------ | ---------------- | ----------- | ------------ | ------------ |
| 30. Oktober 2007 | Lia Schuuring | 2:0    | Amnouy Wetwithan | 21:15       | 21:19        |              |
| 30. Oktober 2007 | Ryōko Zuisen  | 0:2    | Amnouy Wetwithan | 10:21       | 6:21         |              |
| 31. Oktober 2007 | Lia Schuuring | 2:0    | Ryōko Zuisen     | 21:9        | 21:6         |              |

### Gruppe 3
| Platz | Spieler          | Spiele | Siege | Unentschieden | Niederlagen | Spiele | Sätze | Punkte |
| ----- | ---------------- | ------ | ----- | ------------- | ----------- | ------ | ----- | ------ |
| 1     | Peggy Weĳers     | 2      | 2     | 0             | 0           | 2:0    | 84:40 | 2      |
| 2     | Inna Mashikovsky | 2      | 1     | 0             | 1           | 1:1    | 66:65 | 1      |
| 3     | Yoko Egami       | 2      | 0     | 0             | 2           | 0:2    | 39:84 | 0      |
| [ 8 ] |                  |        |       |               |             |        |       |        |

| Datum            |              | Gesamt |                  | Erster Satz | Zweiter Satz | Dritter Satz |
| ---------------- | ------------ | ------ | ---------------- | ----------- | ------------ | ------------ |
| 30. Oktober 2007 | Yoko Egami   | 0:2    | Inna Mashikovsky | 14:21       | 9:21         |              |
| 30. Oktober 2007 | Peggy Weĳers | 2:0    | Inna Mashikovsky | 21:15       | 21:9         |              |
| 31. Oktober 2007 | Yoko Egami   | 0:2    | Peggy Weĳers     | 6:21        | 10:21        |              |

### K.-o.-Phase
|  | Viertelfinale (1. November 2007) | Viertelfinale (1. November 2007) | Viertelfinale (1. November 2007) | Viertelfinale (1. November 2007) | Viertelfinale (1. November 2007) |                  |              | Halbfinale (1. November 2007) | Halbfinale (1. November 2007) | Halbfinale (1. November 2007) | Halbfinale (1. November 2007) | Halbfinale (1. November 2007) |  |  | Finale (2. November 2007) | Finale (2. November 2007) | Finale (2. November 2007) | Finale (2. November 2007) | Finale (2. November 2007) |
|  |                                  |                                  |                                  |                                  |                                  |                  |              |                               |                               |                               |                               |                               |  |  |                           |                           |                           |                           |                           |
|  | 1.1                              | Carol de Meĳer-Bradley           |                                  |                                  |                                  |                  |              |                               |                               |                               |                               |                               |  |  |                           |                           |                           |                           |                           |
|  |                                  | Freilos                          |                                  |                                  |                                  |                  |              |                               |                               |                               |                               |                               |  |  |                           |                           |                           |                           |                           |
|  | 1.1                              | Carol de Meĳer-Bradley           | 21                               | 21                               |                                  |                  |              |                               |                               |                               |                               |                               |  |  |                           |                           |                           |                           |                           |
|  | 1.1                              | Carol de Meĳer-Bradley           | 21                               | 21                               |                                  |                  |              |                               |                               |                               |                               |                               |  |  |                           |                           |                           |                           |                           |
|  |                                  | 3.2                              | Inna Mashikovsky                 | 5                                | 11                               |                  |              |                               |                               |                               |                               |                               |  |  |                           |                           |                           |                           |                           |
|  | 3.2                              | 3.2                              | Inna Mashikovsky                 | 5                                | 11                               | Inna Mashikovsky | 14           | 24                            | 23                            |                               |                               |                               |  |  |                           |                           |                           |                           |                           |
|  | 3.2                              |                                  |                                  |                                  |                                  |                  | 14           | 24                            | 23                            |                               |                               |                               |  |  |                           |                           |                           |                           |                           |
|  | 2.2                              | Amnouy Wetwithan                 | 21                               | 22                               | 21                               |                  |              |                               |                               |                               |                               |                               |  |  |                           |                           |                           |                           |                           |
|  |                                  |                                  |                                  |                                  |                                  |                  | 1.1          | Carol de Meĳer-Bradley        | 21                            | 21                            |                               |                               |  |  |                           |                           |                           |                           |                           |
|  |                                  | 1.2                              | Yoon Jong-mi                     | 9                                | 15                               |                  |              |                               |                               |                               |                               |                               |  |  |                           |                           |                           |                           |                           |
|  | 1.2                              | Yoon Jong-mi                     | 12                               | 21                               | 21                               |                  |              |                               |                               |                               |                               |                               |  |  |                           |                           |                           |                           |                           |
|  | 3.1                              | Peggy Weĳers                     | 21                               | 13                               | 18                               |                  |              |                               |                               |                               |                               |                               |  |  |                           |                           |                           |                           |                           |
|  | 3.1                              | Peggy Weĳers                     | 21                               | 13                               | 18                               | 1.2              | Yoon Jong-mi | 21                            | 21                            |                               |                               |                               |  |  |                           |                           |                           |                           |                           |
|  |                                  |                                  |                                  |                                  |                                  | 1.2              | Yoon Jong-mi | 21                            | 21                            |                               |                               |                               |  |  |                           |                           |                           |                           |                           |
|  |                                  | 2.1                              | Lia Schuuring                    | 10                               | 11                               |                  |              |                               |                               |                               |                               |                               |  |  |                           |                           |                           |                           |                           |
|  |                                  | 2.1                              | Lia Schuuring                    | 10                               | 11                               | Freilos          |              |                               |                               |                               |                               |                               |  |  |                           |                           |                           |                           |                           |
|  |                                  |                                  |                                  |                                  |                                  |                  |              |                               |                               |                               |                               |                               |  |  |                           |                           |                           |                           |                           |
|  | 2.1                              | Lia Schuuring                    |                                  |                                  |                                  |                  |              |                               |                               |                               |                               |                               |  |  |                           |                           |                           |                           |                           |

## Dameneinzel (BMSTL2)

### Gruppe 1
| Platz  | Spieler       | Spiele | Siege | Unentschieden | Niederlagen | Spiele | Sätze  | Punkte |
| ------ | ------------- | ------ | ----- | ------------- | ----------- | ------ | ------ | ------ |
| 1      | Aki Takahashi | 2      | 2     | 0             | 0           | 2:0    | 101:51 | 2      |
| 2      | Wandee Kamtam | 2      | 1     | 0             | 1           | 1:1    | 88:69  | 1      |
| 3      | Wong Wai Yin  | 2      | 0     | 0             | 2           | 0:2    | 15:84  | 0      |
| [ 10 ] |               |        |       |               |             |        |        |        |

| Datum            |               | Gesamt |               | Erster Satz | Zweiter Satz | Dritter Satz |
| ---------------- | ------------- | ------ | ------------- | ----------- | ------------ | ------------ |
| 30. Oktober 2007 | Wandee Kamtam | 2:0    | Wong Wai Yin  | 21:5        | 21:5         |              |
| 30. Oktober 2007 | Aki Takahashi | 2:0    | Wong Wai Yin  | 21:3        | 21:2         |              |
| 31. Oktober 2007 | Wandee Kamtam | 1:2    | Aki Takahashi | 12:21       | 21:17        | 13:21        |

### Gruppe 2
| Platz  | Spieler            | Spiele | Siege | Unentschieden | Niederlagen | Spiele | Sätze   | Punkte |
| ------ | ------------------ | ------ | ----- | ------------- | ----------- | ------ | ------- | ------ |
| 1      | Ng Lai Ling        | 3      | 3     | 0             | 0           | 3:0    | 146:121 | 3      |
| 2      | Paramee Panyachaem | 3      | 2     | 0             | 1           | 2:1    | 139:114 | 2      |
| 3      | Ikumi Nakai        | 3      | 1     | 0             | 2           | 1:2    | 99:111  | 1      |
| 4      | Charanjeet Kaur    | 3      | 0     | 0             | 3           | 0:3    | 99:111  | 0      |
| [ 11 ] |                    |        |       |               |             |        |         |        |

| Datum            |                    | Gesamt |                    | Erster Satz | Zweiter Satz | Dritter Satz |
| ---------------- | ------------------ | ------ | ------------------ | ----------- | ------------ | ------------ |
| 30. Oktober 2007 | Ng Lai Ling        | 2:1    | Paramee Panyachaem | 19:21       | 22:20        | 21:14        |
| 30. Oktober 2007 | Ikumi Nakai        | 0:2    | Paramee Panyachaem | 17:21       | 8:21         |              |
| 30. Oktober 2007 | Ng Lai Ling        | 2:0    | Charanjeet Kaur    | 21:19       | 21:15        |              |
| 30. Oktober 2007 | Ikumi Nakai        | 2:0    | Charanjeet Kaur    | 21:17       | 21:10        |              |
| 31. Oktober 2007 | Ng Lai Ling        | 2:0    | Ikumi Nakai        | 21:15       | 21:17        |              |
| 31. Oktober 2007 | Paramee Panyachaem | 2:0    | Charanjeet Kaur    | 21:12       | 21:15        |              |

### K.-o.-Phase
|  | Halbfinale | Halbfinale         | Halbfinale | Halbfinale | Halbfinale |  |  | Finale | Finale        | Finale | Finale | Finale |
|  |            |                    |            |            |            |  |  |        |               |        |        |        |
|  |            |                    |            |            |            |  |  |        |               |        |        |        |
|  | 1.1        | Aki Takahashi      | 21         | 21         |            |  |  |        |               |        |        |        |
|  | 2.2        | Paramee Panyachaem | 6          | 6          |            |  |  |        |               |        |        |        |
|  |            |                    |            |            |            |  |  | 1.1    | Aki Takahashi | 21     | 21     |        |
|  |            |                    |            |            |            |  |  | 1.2    | Wandee Kamtam | 8      | 17     |        |
|  | 1.2        | Wandee Kamtam      | 21         | 21         |            |  |  |        |               |        |        |        |
|  | 2.1        | Ng Lai Ling        | 7          | 7          |            |  |  |        |               |        |        |        |
|  |            |                    |            |            |            |  |  |        |               |        |        |        |

## Dameneinzel (BMSTL3)

### Gruppe 1
| Platz  | Spieler            | Spiele | Siege | Unentschieden | Niederlagen | Spiele | Sätze | Punkte |
| ------ | ------------------ | ------ | ----- | ------------- | ----------- | ------ | ----- | ------ |
| 1      | Sudsaifon Yodpha   | 2      | 2     | 0             | 0           | 2:0    | 63:38 | 2      |
| 2      | Chanida Srinavakul | 2      | 1     | 0             | 1           | 1:1    | 56:40 | 1      |
| 3      | Back Hyung-deok    | 2      | 0     | 0             | 2           | 0:2    | 43:84 | 0      |
| [ 13 ] |                    |        |       |               |             |        |       |        |

| Datum            |                    | Gesamt |                    | Erster Satz | Zweiter Satz | Dritter Satz |
| ---------------- | ------------------ | ------ | ------------------ | ----------- | ------------ | ------------ |
| 30. Oktober 2007 | Sudsaifon Yodpha   | 2:0    | Back Hyung-deok    | 21:16       | 21:8         |              |
| 30. Oktober 2007 | Chanida Srinavakul | 2:0    | Back Hyung-deok    | 21:10       | 21:9         |              |
| 31. Oktober 2007 | Sudsaifon Yodpha   | 1:0    | Chanida Srinavakul | 21:14       | –            |              |

### Gruppe 2
| Platz  | Spieler                  | Spiele | Siege | Unentschieden | Niederlagen | Spiele | Sätze | Punkte |
| ------ | ------------------------ | ------ | ----- | ------------- | ----------- | ------ | ----- | ------ |
| 1      | Parul Dalsukhbhai Parmar | 2      | 2     | 0             | 0           | 2:0    | 84:29 | 2      |
| 2      | Nipada Seangsupa         | 2      | 1     | 0             | 1           | 1:1    | 62:58 | 1      |
| 3      | Ng Yuk Ying              | 2      | 0     | 0             | 2           | 0:2    | 25:84 | 0      |
| [ 14 ] |                          |        |       |               |             |        |       |        |

| Datum            |                          | Gesamt |                          | Erster Satz | Zweiter Satz | Dritter Satz |
| ---------------- | ------------------------ | ------ | ------------------------ | ----------- | ------------ | ------------ |
| 30. Oktober 2007 | Ng Yuk Ying              | 0:2    | Nipada Seangsupa         | 9:21        | 7:21         |              |
| 30. Oktober 2007 | Parul Dalsukhbhai Parmar | 2:0    | Nipada Seangsupa         | 21:14       | 21:6         |              |
| 31. Oktober 2007 | Ng Yuk Ying              | 0:2    | Parul Dalsukhbhai Parmar | 3:21        | 6:21         |              |

### K.-o.-Phase
|  | Halbfinale (1. November 2007) | Halbfinale (1. November 2007) | Halbfinale (1. November 2007) | Halbfinale (1. November 2007) | Halbfinale (1. November 2007)       |                  |                    | Finale (2. November 2007) | Finale (2. November 2007) | Finale (2. November 2007) | Finale (2. November 2007) | Finale (2. November 2007) |
|  |                               |                               |                               |                               |                                     |                  |                    |                           |                           |                           |                           |                           |
|  | 1.1                           | Sudsaifon Yodpha              | 21                            |                               |                                     |                  |                    |                           |                           |                           |                           |                           |
|  | 2.2                           | Nipada Seangsupa              | 9                             | ret.                          |                                     |                  |                    |                           |                           |                           |                           |                           |
|  | 2.2                           | Nipada Seangsupa              | 9                             | ret.                          | 1.1                                 | Sudsaifon Yodpha | 21                 | 13                        | 18                        |                           |                           |                           |
|  |                               |                               |                               |                               |                                     | Sudsaifon Yodpha | 21                 | 13                        | 18                        |                           |                           |                           |
|  |                               | 2.1                           | Parul Dalsukhbhai Parmar      | 17                            | 21                                  | 21               |                    |                           |                           |                           |                           |                           |
|  | 1.2                           | 2.1                           | Parul Dalsukhbhai Parmar      | 17                            | 21                                  | 21               | Chanida Srinavakul | 13                        | 9                         |                           |                           |                           |
|  | 1.2                           |                               |                               |                               |                                     |                  | Chanida Srinavakul | 13                        | 9                         |                           |                           |                           |
|  | 2.1                           | Parul Dalsukhbhai Parmar      | 21                            | 21                            |                                     |                  |                    |                           |                           |                           |                           |                           |
|  | 2.1                           | Parul Dalsukhbhai Parmar      | 21                            | 21                            | Spiel um Platz 3 (2. November 2007) |                  |                    |                           |                           |                           |                           |                           |
|  |                               |                               |                               |                               |                                     |                  |                    |                           |                           |                           |                           |                           |
|  | 2.2                           | Nipada Seangsupa              | 21                            | 21                            |                                     |                  |                    |                           |                           |                           |                           |                           |
|  | 1.2                           | Chanida Srinavakul            | 16                            | 7                             |                                     |                  |                    |                           |                           |                           |                           |                           |